# Bülent Arınç

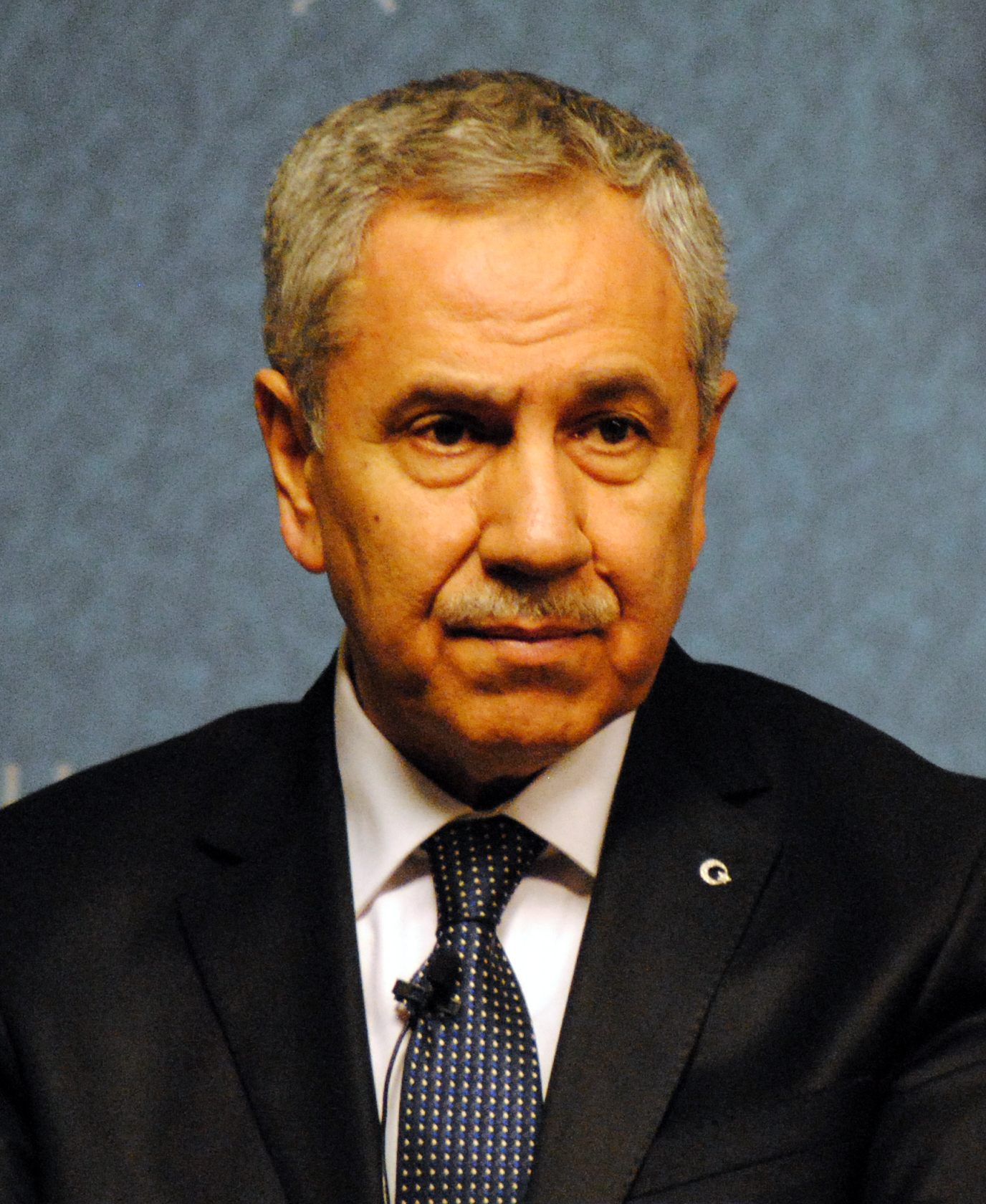
Bülent Arınç (2014)

Bülent Arınç (* 25. Mai 1948 in Bursa) ist ein türkischer Politiker der Partei für Gerechtigkeit und Aufschwung (AKP), zu deren Gründern er 2001 gehörte. Von 2002 bis 2007 war er der 22. Parlamentspräsident der Türkei, dann von Mai 2009 bis Juli 2011 Mitglied des Kabinetts Erdoğan II als Stellvertreter des Ministerpräsidenten und Staatssekretär. Vor Gründung der AKP war er zunächst Mitglied der Wohlfahrtspartei und trat nach deren Verbot 1998  der Tugendpartei bei.

## Leben
Bülent Arınçs Vorfahren waren griechischsprachige Muslime aus Kreta und kamen in der Zeit des Sultans Abdülhamid II. als Flüchtlinge in das Osmanische Reich. Arınç studierte Rechtswissenschaften an der Hochschule Manisa und der Juristischen Fakultät der Universität Ankara und arbeitete im Anschluss seiner Ausbildung als freiberuflicher Rechtsanwalt. Er spricht fließend Griechisch in der kretischen Mundart.

### Frühes politisches Wirken
Zusammen mit Ömer Cihat Kaya, Erol Camtakan, Eyüp Menderes und Cengiz Kantarci wurde Bülent Arinç (alle von der Wohlfahrtspartei) am 19. November 1985 wegen einer Veranstaltung in einem Kino in Izmir angeklagt. Am 21. Januar 1986 wurden alle bis auf Cengiz Kantarci nach Artikel 163 des Türkischen Strafgesetzes zu 50 Monaten Haft verurteilt. In der Revision wurde das Urteil gegen drei Angeklagte bestätigt, aber nicht das Urteil gegen Bülent Arınç. Am 24. Februar 1987 verhängte das Staatssicherheitsgericht in Izmir die gleiche Strafe. In der folgenden endgültigen Revision vor dem Hohen Strafsenat des Kassationshofs wurde Arınç freigesprochen.
Bereits während seiner Universitätsjahre war Bülent Arınç politisch interessiert; so kandidierte er bei der Parlamentswahl 1995 für den Wahlkreis Manisa und trat für die Wohlfahrtspartei in die türkische Nationalversammlung ein. Dort wurde er für seine Fraktion in den Rechtsausschuss des Parlaments berufen.
Nach dem Verbot der Wohlfahrtspartei durch das Verfassungsgericht am 15. Februar 1998 wechselte er zur Tugendpartei. Arınç wurde bei der allgemeinen Wahl 1999 als Abgeordneter von Manisa für die Tugendpartei in das Parlament gewählt. Er wurde dort Mitglied der Kommission für auswärtige Angelegenheiten. Das Verfassungsgericht verbot die Tugendpartei am 22. Juni 2001.

### Gründung der AKP und Parlamentspräsident
2001 war Arınç einer der Gründer der Partei für Gerechtigkeit und Aufschwung (AKP, Adalet ve Kalkınma Partisi), in der er neben Erdoğan und Gül einer der prominentesten Politiker ist.
Bei der Parlamentswahl am 3. November 2002 kandidierte Bülent Arınç in seinem Wahlkreis für die AKP
Am 19. November 2002 wurde er zum Präsidenten der Großen Nationalversammlung der Türkei gewählt.
Starke Beachtung fand seine Rede am 23. April 2006, dem nationalen Feiertag der nationalen Souveränität und der Kinder, die als öffentliche Brandrede gegen die „Roten Linien“ des türkischen Militärs und über das türkische Laizismusprinzip ein politisches Tabu brach. Er vermeidet öffentliche Auftritte mit seiner Frau Münevver Arınç, der er das Tragen eines Kopftuches nicht verbieten will. Staatspräsident Ahmet Necdet Sezer wurde scharf kritisiert, als er bei der Verabschiedung anlässlich seines Besuches in Prag im November 2002 nicht nur seinem Stellvertreter, sondern auch dessen Frau mit Kopftuch die Hand gab. Spekulationen, Arınç werde im Mai 2007 selber für das Amt des Staatspräsidenten kandidieren, bestätigten sich nicht.

### Eintritt in die Regierung Erdoğan
Am 1. Mai 2009 wurde er Mitglied des Kabinett Erdogan II als Stellvertretender Ministerpräsident und Staatsminister, was in türkischen Medien als eine Reaktion Erdoğans auf das relativ gute Abschneiden der islamischen Glückseligkeitspartei (Saadet Partisi) bei der türkischen Kommunalwahl 2009 interpretiert wurde. Arınç gilt als Repräsentant des islamisch-konservativen Flügels innerhalb der AKP und gehört zugleich zu den Führungspersonen der islamischen Bewegung Millî Görüş. In seiner neuen Funktion als Vizepremier nimmt Arınç an den Sitzungen des Nationalen Sicherheitsrates teil und ist für Presse und Informationspolitik, für den staatlichen Rundfunksender TRT, die Anadolu-Presseagentur, die Radio- und Fernsehaufsichtsbehörde RTÜK und der Generaldirektion für Stiftungen zuständig.
Bülent Arınç gilt als einer der Hauptverantwortlichen und Unterstützer für die Umwandlung von Sophienkirchen in Moscheen, darunter die Hagia Sophia in Trabzon und die Hagia Sophia in Iznik.
Wegen einer mutmaßlichen Attentatsvorbereitung auf ihn am 19. Dezember 2009 ermittelt die türkische Staatsanwaltschaft gegen zwei Angehörige einer Anti-Guerilla-Spezialeinheit der türkischen Armee.
Im November 2013 relativierte er Erdoğans Äußerung, gegen unehelich zusammenlebende Studenten vorgehen zu wollen, und erklärte sie zum Missverständnis. Als Erdoğan daraufhin jedoch bestätigte, er habe es genau so gemeint, forderte Arınç den Ministerpräsidenten zur Klärung auf und kündigte zugleich an, nicht mehr für die AKP kandidieren zu wollen.
Arınç fiel wiederholt durch sexistische Äußerungen auf. Im Sommer 2014 gelangte Arınç in internationale Medien mit seiner Forderung, Frauen in der Türkei sollten in der Öffentlichkeit nicht laut lachen. Auf erstaunte Nachfragen bekräftigte er das mit den Worten: Ich glaube daran, dass meine Bemerkungen wahr waren und sie eine breite Zustimmung in der Gesellschaft finden. Ich stehe zu meinen Worten, nach Angaben lokaler Medien vom 31. Juli 2014. Er fügte hinzu, sein Kommentar habe sich auf Bescheidenheit im Allgemeinen bezogen und nicht auf ein bestimmtes Geschlecht. In sozialen Medien stellten daraufhin Hunderte Personen Bilder ein, auf denen sie lachen. Im Juli 2015 wies er während einer Parlamentssitzung die HDP-Abgeordnete Nursel Aydoğan mit den Worten „Sie als Frau, seien Sie still!“ zurecht. Auch dies führte zu heftigen Reaktionen in der Öffentlichkeit sowie in den sozialen Medien.